# Bengt Ekström (konstnär)
Bengt Fredrik Ekström, född 5 oktober 1910 i Göteborg, död 3 februari 1994 i Uppsala, var en svensk konservator, konstsamlare, målare och författare.

## Biografi
Ekström studerade vid Valands målarskola i  Göteborg 1931–1933 och därefter i Köpenhamn. Han utbildade sig till konservator vid Naturhistoriska museet i Göteborg och vid Statens historiska museum samt under studieresor till bland annat Egypten, Sudan och Östafrika. Tillsammans med Anders Tyberg ställde han ut på Herrljunga-utställningen 1938 och han medverkade i vinterutställningarna på Göteborgs konsthall samt i Upplands konstförenings utställningar. Hans konst består av stadsbilder och landskap. Ekström är representerad vid Uppsala seminarium och Uppsala konstförenings samling. Han var verksam som konservator i Uppsala och föreståndare för Uppsala stads Biologiska museum. Det gamla Kolthoffska museet i Skolparken befann sig i förfall, men efter Ekströms restaureringsarbete återinvigdes byggnaden i maj 1941. Vid sidan av sitt arbete medverkade han i bland annat Dagens Nyheter och GHT som litteraturanmälare. Ekström är begravd på Uppsala gamla kyrkogård. Han var son till revisor Gustaf Fredrik Ekström och Elin Rapp samt från 1937 gift med Greta Bergqvist.

## Resorna till Karamoja
Bengt Ekström reste till Karamoja i Uganda vid två olika tillfällen, 1948 och 1953. Första gången var han en av deltagarna i den Svenska östafrikaexpeditionen då han reste tillsammans med Åke Holm, Olov Hedberg och Thord Andersson. Andra gången reste han med Maria. Under den andra expeditionen var Göteborgs etnografiska museum hans uppdragsgivare och han samlade in föremål till museet vilka idag finns på Världskulturmuseet. Efter dessa resor återkom han fler gånger till Östafrika som safariledare.